# Prochelyna houstoni
Prochelyna houstoni är en skalbaggsart som beskrevs av Peter Geoffrey Allsopp 1989. Prochelyna houstoni ingår i släktet Prochelyna och familjen Melolonthidae. Inga underarter finns listade i Catalogue of Life.